# Ante Rebić
Ante Rebić, född 21 september 1993 i Split i Kroatien, är en professionell kroatisk fotbollsspelare som spelar i Unione Sportiva Lecce i Italien.